# ایگور پوتیاکین
ایگور پوتیاکین (به انگلیسی: Igor Potyakin) (زادهٔ ۱۴ سپتامبر ۱۹۵۵) شناگر اهل شوروی است.